# Публий Тарутиен Патерн
Публий Тарутиен Патерн (на латински: Publius Tarruntenus Paternus, 145 – 186) е римски юрист, политик, военен, писател и преториански префект по времето на императорите Марк Аврелий и неговия син Комод.
Той е секретар (ab epistulis latinis) на император Марк Аврелий. През 171 г. той е изпратен на дипломатическа мисия при племето Котини, на север от Дунав, през първата маркоманска война. През втората маркоманска война той е номиниран за преториански префект (от 178 до 182).
През 182 г. император Комод нарежда неговата екзекуция понеже той екзекутирал освободения дворцов служител Саотер. Преториански префект става Тигидий Перен.